# 韋爾茨巴赫河
50°6′43.88″N 9°21′56.27″E / 50.1121889°N 9.3656306°E

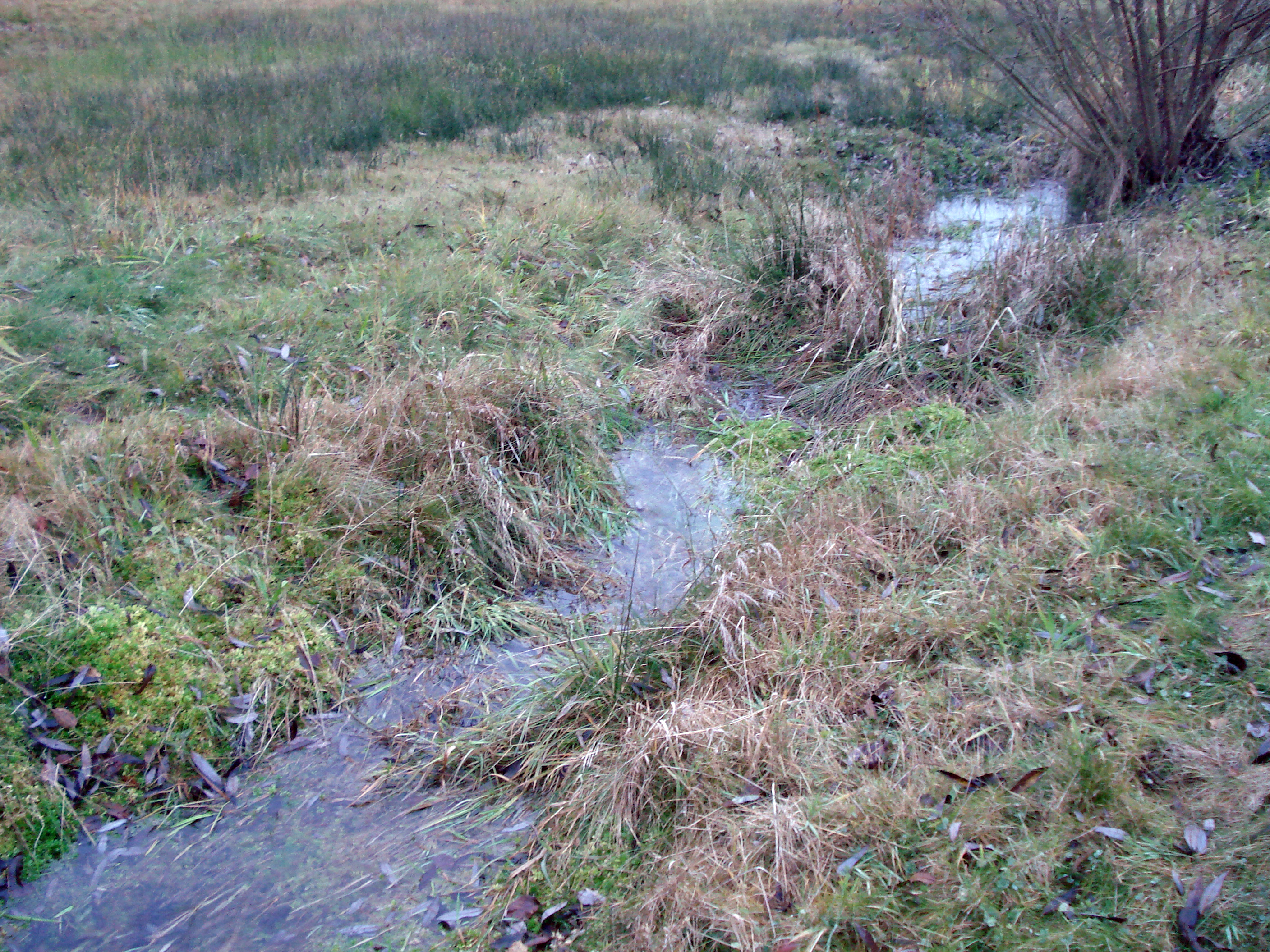

韋爾茨巴赫河（德語：Welzbach），是德國的河流，位於該國東南部，由巴伐利亞負責管轄，屬於奧巴赫河的右支流，河道全長0.4公里，流域面積1.2平方公里。